# Burg Walsburg

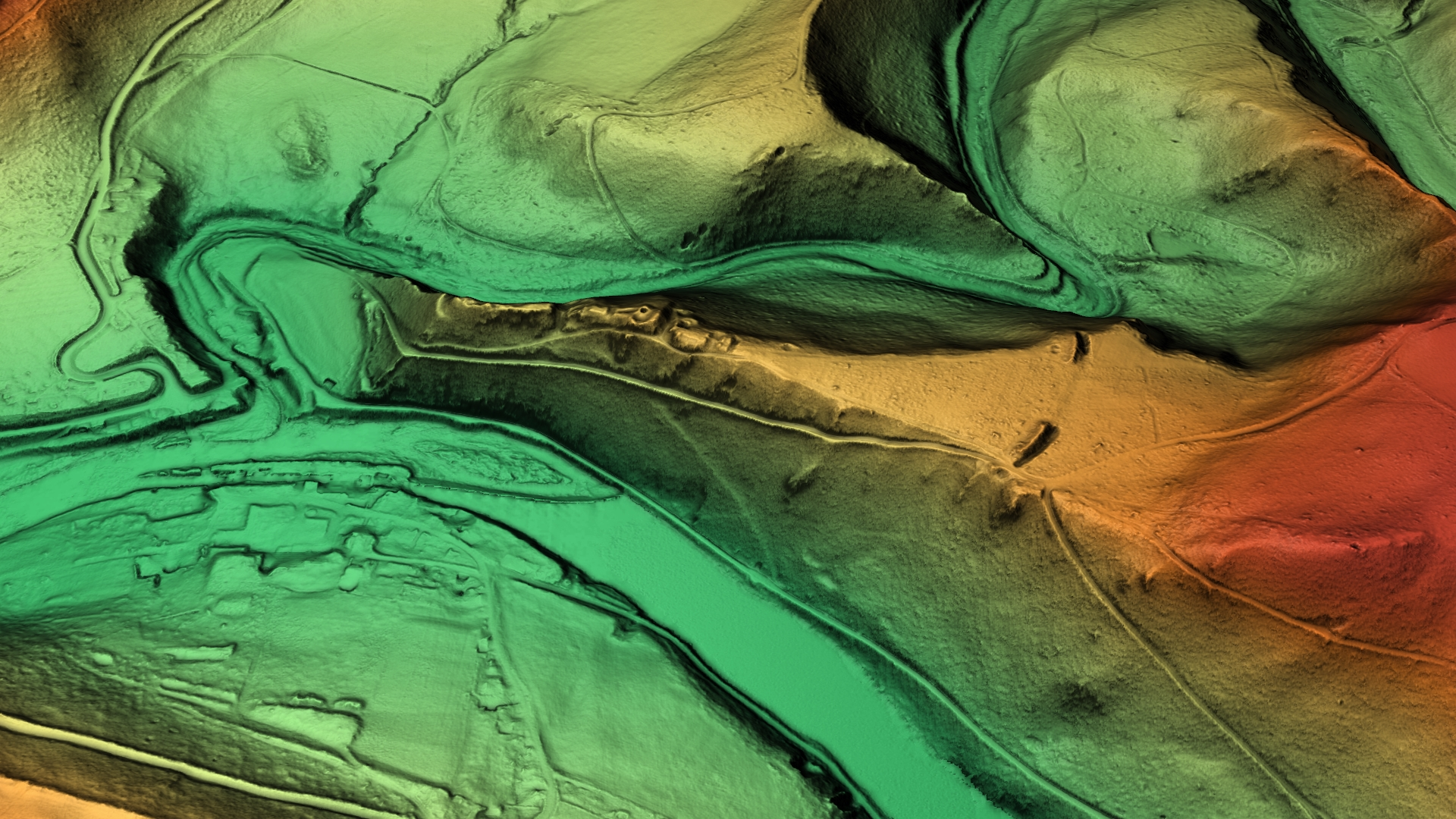
3D-Ansicht des digitalen Geländemodells

Die Burg Walsburg ist eine abgegangene Spornburg auf einem Bergsporn über dem rechten Saaleufer dicht östlich der Einmündung der Wisenta beim Ortsteil Walsburg der Gemeinde Eßbach im Saale-Orla-Kreis in Thüringen.

## Lage
Die Burgstelle befindet sich auf einem nach Westen orientierten, spornartigen Ausläufer bei 395 m ü. NN des Berges Vogelherd. Die Wisenta mündet in Sichtweite der Burgstelle in die Saale. Es gab Mühlen, eine Furt und/oder Brücke als Saaleübergang zu bewachen. Der Ort Walsburg befindet sich auf der gegenüberliegenden Talseite. 

## Geschichte
Walsburg wurde um 1290 im Zusammenhang mit einer „Burg Waldesberk“, die in späteren Aufzeichnungen als Raubritterburg genannt wird, erstmals urkundlich erwähnt. Die Burg wurde vermutlich von den Herren von Lobdeburg zur Sicherung  des Saaleübergangs und des Verkehrs zwischen der Orlasenke mit Arnshaugk und Bad Lobenstein gegründet. 1323 kam die Burg an die Schwarzburger und im 15. Jahrhundert wurde sie aufgegeben.

## Beschreibung
Der heutige Burgstall zeigt nur noch geringe Mauerreste; an der Ostseite befand sich ein vorgelagerter Wall, der den nach Nordwesten in mehreren Stufen abfallenden und durch Steilhänge gesicherten Sporn von der Hochfläche abtrennte. Der Verbindungsweg zum Ort/Gut Dörflas verläuft durch das Burggelände, daher könnte dieser Ort als Vorwerk der Burg gedient haben. Das Gelände ist in forstlicher Nutzung.